# Eleições no Território Federal do Amapá em 1947
As eleições no território federal do Amapá em 1947 ocorreram em 19 de janeiro como parte das eleições gerais no Distrito Federal, em 20 estados e nos territórios federais do Acre, Rondônia e Roraima. No presente caso, a Constituição de 1946 fixou um deputado federal para representar cada um dos territórios federais então existentes.

## Resultado da eleição para deputado federal
Conforme o acervo do Tribunal Superior Eleitoral, foram apurados 2.429 votos nominais (87,85%), 34 votos em branco (1,23%) e 302 votos nulos (10,92%), resultando no comparecimento de 2.765 eleitores. Nos territórios federais representados por um deputado federal, será observado o princípio do voto majoritário.

### Chapa do PSD
| Candidatos a deputado federal em 1947 | Partido | Votação | Percentual | Cidade onde nasceu | Unidade federativa | Observações |
| Coaracy Nunes                         | PSD     | 2.385   | 98,19%     | Alenquer           | Pará               | [ 5 ]       |
| Hildemar Maia                         | PSD     | 44      | 1,81%      | Belém              | Pará               | [ 6 ]       |
| Otto Prazeres                         | PSD     | zero    | -          |                    |                    |             |
| Fontes:                               |         |         |            |                    |                    |             |